# Jagdschlössli Lattigen

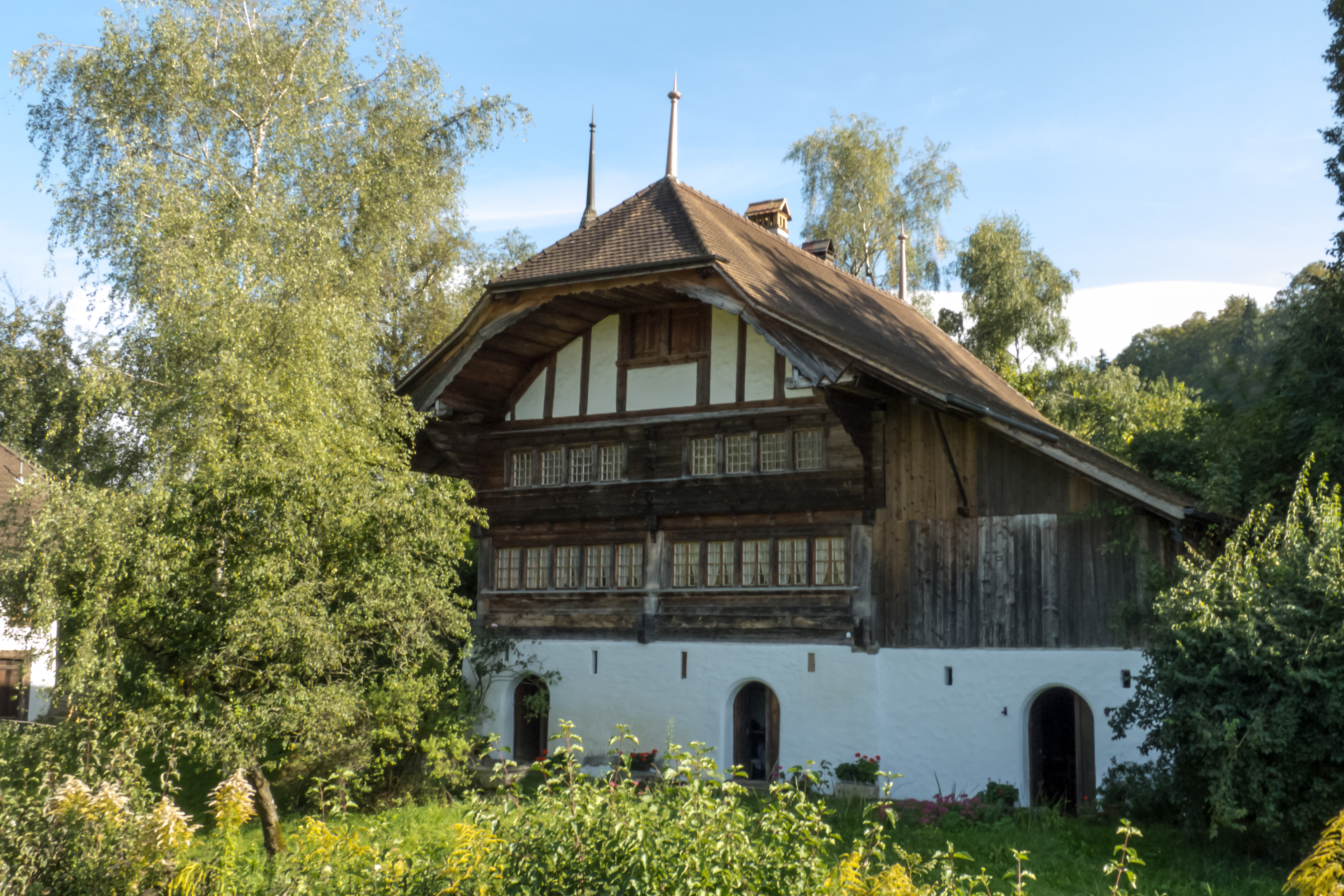
Jagdschlösschen Lattigen (2013)

Das Jagdschlössli Lattigen ist ein ehemaliger Landsitz in der Gemeinde Spiez im Schweizer Kanton Bern.
Der herrschaftliche Wohnstock trägt die Inschrift Das Hus stat in Gottes Hand Hat Es Gebauwen Jacob Josy Hatt Es Laassen [...] 1617. Er wird in der älteren Literatur als Jagdsitz der Familie von Erlach angesprochen. Franz Ludwig von Erlach war zur Bauzeit des Wohnstocks Freiherr zu Spiez; allerdings deuten weder Inschriften noch Wappen am Wohnstock auf die Familie von Erlach hin.
Der zugehörige, 1824 datierte Hofbrunnen trägt die Initialen C L und M W und das Wappen Lörtscher (von Spiez oder Wimmis).
Der Technische Arbeitsdienst des Kantons Bern erstellte im Oktober 1938 Pläne von dem Wohnstock.